# Martin Johansson (ishockeyspelare född 1987)
Martin Johansson, född 24 oktober 1987 i Landskrona, är en svensk professionell ishockeyspelare, som bland annat har spelat i Brynäs IF och Örebro HK. Från säsongen 2017/2018 spelar Johansson i Färjestad BK. Han har vunnit två SM-guld, första med Färjestad (2009) och andra med Brynäs (2012).
Hans yngre bror Marcus Johansson spelar för NHL-laget Minnesota Wild.

## Klubbar
- IF Lejonet, Moderklubb
- Malmö Redhawks, -2003, 2009
- Färjestad BK, 2003-2005, 2006-2009
- Skåre BK, 2005-2006
- Bofors IK, 2006, 2007
- Mora IK, 2009 (lån), 2009-2011
- Brynäs IF, 2011-2013
- Örebro HK, 2013–2017
- Färjestad BK, 2017–2022